# Margaret Maron
Margaret Maron (Greensboro, 25 agosto 1938 – Raleigh, 23 febbraio 2021) è stata una scrittrice statunitense.

## Biografia
Margaret Maron nacque a Greensboro (North Carolina) e crebbe nella Contea di Johnston. Visse anche in Italia. Lei e il marito Joe Maron hanno vissuto a Brooklyn prima di tornare nella Carolina del Nord.

### Attività di scrittura
È autrice di numerosi racconti e di oltre 20 romanzi mystery. I suoi libri sono stati tradotti in decine di lingue.
Una serie ha come protagonista Sigrid Harald, una solitaria tenente nel New York City Police Department il cui padre poliziotto è stato ucciso mentre svolgeva il suo lavoro quando lei era bambina (The Right Jack: a Sigrid Harald Mystery). Un'altra serie segue le avventure di Deborah Knott, avvocato e figlia di un famigerato contrabbandiere del North Carolina.

### Attività professionali
È stata membro fondatore e presidente di Sisters in Crime e della American Crime Writers' League, e una dei direttori del Mystery Writers of America.

### Premi e riconoscimenti
Il suo primo romanzo ad essere premiato è stato Corpus Christmas, nominato nel 1989 per l'Agatha Award e nel 1990 per l'Anthony Award nella categoria "miglior romanzo". Il suo primo racconto a vincere è stato Deborah's Judgement, che nel 1991 vinse l'Agatha Award e venne nominato nel 1992 per l'Anthony Award e per il Macavity Award nella categoria "miglior racconto".
Il romanzo Bootlegger's Daughter vinse l'Agatha Award nel 1992 e l'Anthony Award, l'Edgar Award e il Macavity Award nel 1993 come "miglior romanzo". Inoltre, sempre nel 1993, il racconto ...That Married Dear Old Dad venne nominato come "miglior racconto" all'Agatha Award e il romanzo Southern Discomfort venne nominato come "miglior romanzo" per lo stesso riconoscimento. Southern Discomfort ricevette un'altra nomination l'anno seguente all'Anthony Award.
Up Jumps The Devil vinse l'Agatha Award nel 1996. Due anni dopo, il romanzo Home Fires ricevette una nomination per lo stesso premio e per il Macavity Award nel 1999. Nel 2000 Storm Track fu nominato per l'Agatha Award. Il racconto Virgo in Sapphires venne nominato all'Agatha Award nel 2001, e nel 2002 per l'Edgar Award e l'Anthony Award Nel 2002 vinse anche un Agatha Award per il racconto The Dog That Didn't Bark.
Last Lessons of Summer  venne nominato per un Agatha Award nel 2003; High Country Fall nel 2004, e prese anche una nomination al Macavity Award l'anno seguente, quando il romanzo Rituals of the Season venne nominato all'Agatha Award. Hard Row ricevette una nomination per l'Agatha Award nel 2007. Three-Day Town vinse l'Agatha Award nel 2011 come "miglior romanzo".
Nel 2010 Margaret Maron ha ricevuto una laurea honoris causa alla Università della Carolina del Nord a Greensboro, dove aveva studiato per due anni.

## Opere

### Serie di Deborah Knott
- Bootlegger's Daughter, 1992
- Southern Discomfort, 1993
- Shooting at Loons, 1994
- Up Jumps the Devil, 1996
- Killer Market, 1997
- Home Fires, 1998
- Storm Track, 2000
- Uncommon Clay, 2001
- Slow Dollar, 2002
- High Country Fall, 2004
- Rituals of the Season, 2005
- Winter's Child, 2006
- Hard Row, 2007
- Death's Half-Acre, 2008
- Sand Sharks, 2009
- Christmas Mourning, 2010
- Three-Day Town, 2011 (cross-over con Sigrid Harald)
- The Buzzard Table, 2012

### Serie di Sigrid Harald
- One Coffee With, 1981
- Morte di una farfalla (Death of a Butterfly), 1984
- La terza vittima (Death in Blue Folders), 1985
- The Right Jack, 1987
- Giochi di morte (Baby Doll Games), 1988
- Corpus Christmas, 1989
- Un passato imperfetto (Past Imperfect), 1991
- Fugitive Colors, 1995

### Libri non inclusi in una serie
- Bloody Kin, 1985
- Shoveling Smoke, 1997 (racconti)
- Last Lessons of Summer, 2003
- Suitable for Hanging, 2004 (racconti)